# تپه انجرلی ۵
تپه انجرلی ۵ مربوط به عصر مفرغ تا دوره اشکانیان است و در شهرستان اسفراین، بخش مرکزی، دهستان زرق آباد، ۷۰۰ متری شرق روستای انجرلی واقع شده و این اثر در تاریخ ۲۲ آبان ۱۳۸۶ با شمارهٔ ثبت ۱۹۹۸۶ به‌عنوان یکی از آثار ملی ایران به ثبت رسیده است.